# مخفف (مادة)
المُخَفِّف أو المُخففة أو المُشعشِع أو المُشعشعة أو مادة مخففة هي مادة تخفف التركيز. تكون بعض السوائل لزجة جدًا بحيث لا يمكن ضخها بسهولة أو كثيفة جدًا بحيث لا تتدفق من نقطة إلى أخرى. قد يكون هذا مشكلة لأنه قد لا يكون مجديًا اقتصاديًا نقل مثل هذه السوائل في هذه الحالة. لتخفيف هذه الحركة المقيدة يُضاف المُخفف. هذا يقلل من لزوجة السوائل وبذلك يقلل أيضًا من تكاليف الضخ أو النقل.
أحد التطبيقات الصناعية هو نقل النفط الخام عبر خطوط الأنابيب. النفط الخام الثقيل والحُمَر هي سوائل ذات لزوجة عالية خاصة في درجات الحرارة المنخفضة. تتيح إضافة مادة مخففة للسائل المخفَّف أن يفي بمواصفات خط الأنابيب من أجل نقله بكفاءة. المخفف النموذجي في هذه الحالة هو النفثة أو المتكثف.